# Soraya (miniserie televisiva)
Soraya è una miniserie televisiva italo-tedesca in due puntate diretta da Lodovico Gasparini e trasmessa in prima visione su Rai 1 il 5 e 6 ottobre 2003.
La miniserie narra un breve periodo della vita di Soraya Esfandiary Bakhtiari, quello del suo matrimonio con lo Scià di Persia Mohammad Reza Pahlavi, partendo dal primo incontro avvenuto nel 1950 fino al 1958, quando fu ripudiata per ragioni di stato.

## Trama

### Prima puntata
Iran, febbraio 1949. Lo Scià Mohammad Reza Pahlevi mostra all'imprenditore Enrico Mattei, presidente della Società Petrolifera Italiana (accompagnato da Mohammad Mossadeq, capo del Fronte Nazionale Iraniano e presidente della Commissione Pretrolifera) un impianto di raffineria inaugurato da poco; all'improvviso un uomo filosovietico spara allo Scià ma lo ferisce solo di striscio al volto.
Teheran, Palazzo Reale, 1950. Si rivela necessario trovare moglie allo Scià per ottenere l'appoggio del popolo, evitare un altro attentato e far rimanere il trono alla dinastia Pahlavi grazie a un successore maschio, dopo il fallito matrimonio con la principessa Fawzia d'Egitto (dalla quale ha avuto solo una figlia femmina, Shahnaz). La sorella Chams e la cugina Samira decidono di fargli conoscere una ragazza della famiglia Bakhtiari, sebbene l'Imperatrice Madre li consideri «ribelli inaffidabili».
Bonn, 1950. Soraya è una 18enne spensierata che sogna di diventare attrice teatrale; è figlia dell'ambasciatore Khalil e dell'ebrea tedesca di origini russe Eva Karl, e ha un fratello minore, Bijan. Mohammad, dopo aver visionato numerose fotografie di possibili mogli, rimane particolarmente colpito da quella che ritrae la bellissima Soraya, così la famiglia Bakhtiari viene invitata a una festa all'ambasciata iraniana dove Chams invita Soraya a fare shopping a Roma. 
Per dodici generazioni fu la tribù dei Bakhtiari a detenere il controllo sul petrolio, con il nonno di Soraya che chiese in cambio della trivellazione una parte dei guadagni, ma quando egli morì gli inglesi dissero allo Scià che se voleva diventare l'uomo più ricco dell'Iran doveva sbarazzarsi dei Bakhtiari, e da quel momento è stato solo lui a vendergli il petrolio; per questo motivo Bijan accusa i Pahlevi di aver venduto l'Iran agli inglesi per rimanere sul trono, ma il padre pensa che sia ora di guardare avanti e decide che dovranno andare tutti insieme a Roma per non lasciare Soraya da sola. Chams convince Soraya a conoscere suo fratello, e Khalil promette alla figlia che sarà sempre libera di prendere qualsiasi decisione, compreso studiare recitazione in America.
Teheran, ottobre 1950. Mattei discute con Mossadeq sul fatto che quest'ultimo si oppone al rinnovo dell'attuale accordo con gli inglesi per nazionalizzare i giacimenti petroliferi, iniziativa che Mattei giudica comprensibile ma pericolosa, consigliandogli solo di infrangere il monopolio aprendo il mercato a nuovi acquirenti; per fare ciò però occorre che l'Iran sia unito, e il possibile matrimonio dello Scià con Soraya sembra essere un'ottima occasione.
Nel frattempo, nonostante i primi dubbi, Soraya ricambia l'amore di Mohammad. Egli le mostra com'è realmente il loro paese («non quello dorato del passato, e nemmeno la facciata moderna e occidentale»), dichiarando di voler rendere l'Iran un paese moderno e potente grazie al petrolio, sconfiggendo malattie, fame e povertà, ma che ha bisogno di qualcuna che capisca e sia disposta ad accettare la sfida con lui; Soraya accetta la sua proposta di matrimonio. Durante una cavalcata nel deserto, Mohammad spiega a Soraya che la Compagnia Petrolifera Anglo-Iraniana è controllata dalla Marina Inglese, che compra il petrolio a prezzo stracciato, lo rivende in Europa con un incremento del 100% e dà all'Iran appena il 15% dei profitti, impedendo al paese di progredire e diventare la quarta potenza del mondo, venendo invece derubato delle sue ricchezze.
Secondo un'usanza reale a Soraya viene richiesto di sottoporsi a una visita ginecologica per attestare la sua verginità, ma lei si arrabbia e decide di tornare in Germania perché non vuole essere considerata una macchina per fare bambini; anche Mohammad si arrabbia per questo ed è sostenuto da Chams, ma sia Samira che specialmente l'Imperatrice Madre dichiarano che senza questo esame le nozze non saranno celebrate. Tuttavia, Mohammad blocca l'aereo con cui la famiglia Bakhtiari sta per partire e dichiara a Soraya che non gli importa dell'esame, che vuole sposarla perché la ama e che non può più vivere senza di lei.
Mohammad spiega a Soraya che gli americani hanno da poco firmato un accordo con i sauditi ai quali danno il 50% dei profitti sul petrolio, ma lui dubita che ciò cambierà qualcosa con gli inglesi, per cui ha autorizzato Mossadeq a preparare il suo piano per nazionalizzare i pozzi di petrolio così da spingere gli inglesi a trattare e offrire un prezzo più alto. Soraya sceglie di sottoporsi alla visita ginecologica, confermando di avere gli organi riproduttivi in perfetto stato. Dopo un periodo di malattia in cui Soraya contrae il tifo, il matrimonio viene celebrato il 12 febbraio 1951.
Il Primo Ministro Ali Razmara, contrario alla nazionalizzazione del petrolio, viene assassinato. Mohammad si sente in trappola: questo gesto è atto a costringerlo a nazionalizzare, ma sa che gli inglesi non lo permetteranno mai, e teme di aver sottovalutato la forza di chi lo vuole al potere. Soraya gli promette che qualsiasi cosa succederà rimarrà al suo fianco.

### Seconda puntata
Teheran, marzo 1951. Gli inglesi offrono all'Iran il 50% sui profitti, ma questo non basta a una folla che ha invaso la città. L'Imperatrice Madre e Samira sostengono che Mohammad debba nominare Hossein Ala Primo Ministro, accettare la proposta degli inglesi e far intervenire l'esercito; Chams invece è d'accordo col fratello. Soraya rivela loro di aver incontrato Mossadeq, il quale le ha fatto una buona impressione. Mohammad propone a Mossadeq la carica di Primo Ministro e lui accetta, annunciando alla radio il 3 maggio che il Parlamento ha approvato la nazionalizzazione del petrolio.
L'Imperatrice Madre e Samira ritengono che Soraya abbia troppo potere su Mohammad, così la seconda propone di isolarla definendola «un errore»; Chams è contrariata, ma la madre le dice che deve decidere da che parte stare. Samira induce il fratello a rimandare Kahlil in Germania con il pretesto che così potrà rendere servizio alla patria, deludendo l'uomo che sperava in un ritorno definitivo e che deve portare con sé anche moglie e figlio. Intanto, Mattei discute con Mossadeq sui possibili pericoli che ora corre l'Iran, ma Mossadeq non intende tradire i propri ideali; poco tempo dopo, le navi inglesi entrano nel Golfo Persico.
Soraya riceve una telefonata da sua zia Furoug, che le dice che la sera prima è stata fatta salire su un'auto e portata lontana da Teheran; inoltre crede di essere rimasta incinta, ma vuole aspettare a rivelarlo al marito. Soraya incontra Samira e le dice che ha capito che sta cercando di isolarla allontanandola dagli affetti; Samira le risponde che entrambe sono pedine che devono proteggere la famiglia, ma che lei deve pensare solo a produrre un erede. La sera Soraya prova a parlare di sua zia col marito, che le dice che la donna è finita nella lista delle persone non gradite a corte perché sospettata di essere una spia, rifiutandosi di dirle altro. Soraya non gli dice che forse è incinta e gli chiede invece di lasciarla andare per un po' dai propri famigliari a Bonn.
Mattei spiega a Soraya di ritenere che Mossadeq non abbia chiara la realtà dei fatti: infatti, l'embargo non fa entrare in Iran i beni di prima necessità e non fa uscire il petrolio, di cui il mondo ha bisogno, e prima o poi verranno a prenderserlo o li lasceranno morire di fame finché non cadranno in ginocchio. Mattei suggerisce di legarsi alla neonata azienda Eni, che non ha un capitale privato che esige in continuazione profitti enormi, perciò se tratteranno direttamente con l'Eni otterrano di più per il petrolio, mentre loro pagheranno di meno per ottenerlo. Soraya dice alla madre che pensava di essere incinta ma che si trattava solo di un ritardo, poi torna in Iran e parla al marito della proposta di Mattei; Mohammad è sempre più in difficoltà («Mossadeq decide, e la colpa è sempre mia») e racconta alla moglie di quando il padre disse alla cugina che oltre a lui, lei era l'unico altro uomo in famiglia, al che Soraya gli dice che suo padre aveva torto.
Mossadeq sta male e chiede di ricevere a casa sua Mohammad. Quest'ultimo lo accusa di stargli mettendo tutti contro: gli inglesi negando un compromesso, gli americani minacciando di stringere rapporti più stretti con la Russia, la banca internazionale rifiutando gli aiuti, mentre la loro gente muore di fame. Mossadeq ribatte che è lui a essere isolato e che lui non deve dargli lezioni di moralità ed economia, mentre a Soraya ribadisce che non scenderà a compromessi con i suoi ideali («Meglio affrontre qualche disagio piuttosto che accettare il dominio straniero»). Mohammad esige le sue dimissioni, ma Mossadeq dichiara che invece sarà lui a piegarsi alle sue richieste, e che non soltanto resterà Primo Ministro, ma assumerà anche la carica di Ministro della Guerra e delle Forze Armate, pretendendo i pieni poteri; in più, dichiara che siccome sua madre e sua cugina sono così sensibili agli inglesi, se entro 24 ore non se ne andranno le farà arrestare per alto tradimento, aggiungendo che la folla fuori dal palazzo è ancora molto piccola e molto tranquilla, ma che presto le cose saranno molto diverse. L'Imperatrice Madre e Samira sono costrette ad andarsene, ma Mohammad promette che torneranno a Teheran; Chams non viene esiliata, ma sceglie comunque di seguire la madre e la cugina.
Un decreto depone Mossadeq e nomina il generale Zahedi nuovo Primo Ministro: non appena verrà arrestato, Zahedi occuperà tutti i punti chiave della città e stroncherà eventuali disordini. Tuttavia, Mohammad scopre con sgomento dalla radio che Mossadeq ha sventato il complotto, che ha fatto e farà eseguire molti arresti e che hanno messo una taglia di mezzo milione di riyal su Zahedi, che sarà trovato e giustiziato, e che «anche lo Scià pagherà per il suo tradimento». Mattei mette al sicuro Mohammad e Soraya ospitandoli a Roma, dove l'ambasciatore americano chiede di annullare la nazionalizzazione del petrolio e includere le loro compagnie nei nuovi accordi, mentre tutto il resto sarà nelle sue mani; una garanzia di continuità sarebbe comunque indispensabile, perché la dinastia Pahlevi non è ancora consolidata dato che Mohammad è soltanto il secondo Scià della famiglia, ma lui precisa che sarebbe suo fratellastro Ali Reza l'erede designato al trono, nel caso in cui gli succedesse qualcosa o finché non avrà un figlio maschio. Nel 1953, grazie a un controcolpo di Stato militare denominato Operazione Ajax (sostenuto da una parte del clero sciita con l'appoggio della CIA americana e del SIS britannico), i sovrani tornano trionfalmente in Iran.
Mattei mette in guardia Mohammad sul rischio di firmare il contratto con gli americani, perché lo legherà a un nuovo monopolio, perché oltre alle quattro compagnie americane ce ne sono una olandese, una francese e una inglese («sette società, sette sorelle»); questo cartello farà salire inevitabilmente i costi in tutto l'Occidente, mentre l'Iran potrà comprare poco o niente con ciò che gli verrà dato in cambio, perciò Mattei propone allo Scià di vendergli il petrolio tenendo per sé il 75% dei profitti, così potrà dire alle «sette sorelle» che quello che gli offrono non gli basta più; Mattei proprone quella percentuale perché non deve arricchire azionisti, dato che il suo mestiere è rifornire l'Italia di petrolio a basso prezzo. Mohammad teme la reazione degli americani, ma afferma che ci penserà. Mohammad riporta tutta la sua famiglia a Teheran, anche quella di Soraya.
Passano gli anni ma Soraya non riesce a rimanere incinta, nonostante le visite da vari luminari della medicina. Un giorno arriva la brutta notizia della morte di Ali Reza; Chams dice alla cognata che non possono aspettare ancora molto per l'erede perché l'Imperatrice Madre e Samira hanno già iniziato con le loro manovre. Passano altri mesi e nulla cambia, e diventa ormai evidente che Soraya è sterile. L'Imperatrice Madre e Samira cercano una nuova moglie per Mohammad, ma Chams rifiuta di starle a sentire; Soraya sente una parte dei loro discorsi, e mentre fugge in lacrime le capita di vedere la proiezione di un video di esecuzioni sui complottisti fatte dai sottoposti del marito.
Soraya chiede di parlare urgentemente con lui, che ha appena siglato l'accordo con Mattei. Mohammad le rivela che oltre ai rivoltosi è sua intenzione finire anche il generale Zahedi, perché ritiene che miri alla sua poltrona. Soraya è molto delusa e dice al marito che lui ha dimenticato tutte le promesse fatte a lei e al paese. Mohammad sostiene di amarla ma che tutto dipende dall'avere un erede maschio, e dice che i suoi consiglieri hanno trovato una soluzione legale per risolvere il problema: sposarsi temporaneamente con un'altra donna il tempo necessario per avere un figlio; lei rimarrà comunque sua moglie legittima. Soraya rifiuta nettamente questa cosa, che andrebbe a soddisfare l'Imperatrice Madre, Samira e i generali, e quando chiede al marito se per lui il loro amore è la cosa più importante, Mohammad rimane in silenzio; quando lei fa per andarsene, le dice soltanto che se lascerà Teheran non vuole che si dica che è stata allontanata da lui, dando alla moglie un ulteriore dispiacere.
Chams spiega a Soraya che anche se i mullah erano dalla sua parte, il Consiglio ha votato contro di lei; Mohammad spera che Soraya riconsideri la proposta del matrimonio temporaneo, ma lei è ferma nella sua decisione, consapevole ormai che l'ex marito tiene più al Trono del Pavone che a lei. Prima di allontanarsi in macchina, Soraya lascia in mezzo alla neve un fazzoletto con le iniziali dell'ex marito, che poi si sporca con del petrolio.

## Ascolti
| n° | Titolo     | Prima TV       | Ascolti        | Ascolti | Fonte       |
| n° | Titolo     | Prima TV       | Telespettatori | Share   | Fonte       |
| -- | ---------- | -------------- | -------------- | ------- | ----------- |
| 1  | Episodio 1 | 5 ottobre 2003 | 8 927 000      | 32,87%  | [ 2 ] [ 3 ] |
| 2  | Episodio 2 | 6 ottobre 2003 | 9 540 000      | 33,38%  | [ 2 ] [ 3 ] |

## Produzione
La miniserie si è avvalsa della collaborazione di un Comitato di esperti storici: Paolo Mieli, Agostino Giovagnoli, Sergio Lepri, Luigi Lotti, Francesco Perfetti, Giovanni Sabbatucci, Giuseppe Vacca, Roberto Tucci, Franco Cardini e Daniela Bolognesi Piani.
Nel 2004, a meno di un anno dall'uscita di Soraya, il tema musicale della miniserie venne riutilizzato per la colonna sonora di un'altra miniserie, Nerone, anch'essa firmata da Andrea Guerra.